# Hoshiarpur
Hoshiarpur là một thành phố và là nơi đặt hội đồng đô thị (municipal council) của quận Hoshiarpur thuộc bang Punjab, Ấn Độ.

## Địa lý
Hoshiarpur có vị trí 31°32′B 75°55′Đ / 31,53°B 75,92°Đ Nó có độ cao trung bình là 296 mét (971 feet).

## Nhân khẩu
Theo điều tra dân số năm 2001 của Ấn Độ, Hoshiarpur có dân số 148.243 người. Phái nam chiếm 53% tổng số dân và phái nữ chiếm 47%. Hoshiarpur có tỷ lệ 78% biết đọc biết viết, cao hơn tỷ lệ trung bình toàn quốc là 59,5%: tỷ lệ cho phái nam là 81%, và tỷ lệ cho phái nữ là 76%. Tại Hoshiarpur, 11% dân số nhỏ hơn 6 tuổi.